# Hollósarka
Hollósarka (románul: Capu Corbului, egyéb neve Várpatak) falu Romániában, Hargita megyében.

## Története
Gyergyóholló része. 1956-ig Borszék része volt. A trianoni békeszerződés előtt Csík vármegye Gyergyótölgyesi járásához tartozott.

## Népessége
2002-ben 557 lakosa volt, ebből 502 román és 55 magyar.

## Vallások
Lakói közül 1992-ben 464-en ortodoxok és 86-an római katolikusok voltak.